# IC 815
IC 815 ist eine elliptische Galaxie vom Hubble-Typ E im Sternbild Jungfrau auf der Ekliptik. Sie ist schätzungsweise 595 Millionen Lichtjahre von der Milchstraße entfernt und hat einen Durchmesser von etwa 85.000 Lichtjahren. Gemeinsam mit IC 3756 und IC 3760 bildet sie wahrscheinlich ein gravitativ gebundenes Galaxien-Trio.

Im selben Himmelsareal befinden sich u. a. die Galaxien IC 3720, IC 3722, IC 3775, IC 3779.
Das Objekt wurde am 23. April 1892 vom französischen Astronomen Stéphane Javelle entdeckt.